# IPad mini (5-го покоління)
iPad Mini 5-го покоління (інша назва Apple iPad mini 5, Apple iPad mini (2019)) — це компактний планшетний комп'ютер, створений компанією Apple Inc.
iPad mini 5 був анонсований 18 березня 2019 року разом з iPad Air.
Це п'ятий планшет від Apple з серії iPad Mini.

## Історія
Apple iPad mini 5 представлено майже через 4 роки після випуску попередньої моделі iPad Mini 4-го покоління, яка поступила у продаж восени 2015 року.

### Дизайн
Планшет продається у 3 варіантах кольору: сріблястий (Silver), сірий (Space Gray) та золотий (Gold).
У порівнянні з попередньою версією зменшено товщину планшета, але він має ті ж самі компактні розміри та невелику вагу.
Передня поверхня — екран (займає 70,6 %) із рамкою по всьому периметру. Вгорі розташовано селфі камера, внизу — кнопка «Додому» із вбудованим в неї датчиком відбитку пальців Touch ID.
Задня поверхня вироблена з алюмінію. Вгорі розташована основна камера, посередині — логотип компанії.
За своїм дизайном та технічними характеристиками iPad mini 5 належить до найкращих планшетів розміром 8 дюймів.

## Технічні особливості

### Екран
Екран IPS LCD розміром 7.9 дюйма (1536 x 2048 пікселів). Підтримує технологію True Tone (підлаштовує кольори під освітлення) та працює зі стилусом Apple Pencil.
Екран ламінований, покритий захисним склом з олеофобним покриттям.

### Батарея
Незнімний акумулятор має місткість 5124 мА·год (19,1 Вт на годину). Вистачає для використання планшету протягом 10 годин. Заряджається за допомогою кабелю Lightning.

### Камера
Основна камера — 8 МП (f/2.4), об'єктив з п'ятьма лінзами, автофокус. Передня камера — 7 МП (f/2.4) з HDR та можливістю записувати відео в форматі 1080p з частотою 30 кадрів на секунду.

### Звук
iPad mini 5 має стерео динаміки, що розташовані на нижній грані корпуса.
Існує роз'єм 3,5 мм для підключення провідних навушників та Bluetooth для безпровідних.

### Пам'ять
Обсяг оперативної камери становить 3 ГБ, внутрішня пам'ять може складати 64 ГБ або 256 ГБ залежно від моделі.

### Платформа
iPad mini 5 працює на базі процесора Apple A12 Bionic.

### Програмне забезпечення
Планшет працює на базі операційної системи iOS 12.1.3 з можливістю оновлення до iPadOS 14.6.
Інтерфейси: WiFi 802.11 a/b/g/n/ac, dual-band, точка доступу; Bluetooth 5.0, A2DP, EDR.
Планшет отримав такі сенсори: компас, акселерометр, гіроскоп, барометр, сканер відбитків пальців, Siri.

### Комплектація
Планшет, блок живлення (10/12В), кабель Lightning.

### Аксесуари
Smart Cover та Apple Pencil першого покоління.